# Edmar Mednis
Edmar John Mednis (Riga, 22 de marzo de 1937 - Nueva York, 13 de febrero de 2002) fue un Gran Maestro de ajedrez estadounidense de origen letón, y un muy respetado escritor de ajedrez.
Nació en Riga, Letonia, pero al final de la Segunda Guerra Mundial, la familia marchó a vivir a Estados Unidos. Aunque había estudiado ingeniería química, trabajó como corredor de bolsa, pero el campo donde más destacó fue en la escritura de libros de ajedrez. Escribió veintiséis libros de ajedrez, y cientos de artículos, y, junto con Robert Byrne, comentó muchas partidas para el Informador ajedrecístico. En 1982 escribió Practical Rook Endings (Finales de torre prácticos), uno de sus libros de más éxito.
Fue segundo en el Campeonato del mundo juvenil de 1955, tras el futuro campeón del mundo Boris Spassky, haciendo tablas en su partida individual. Fue el primer jugador que batió en Bobby Fischer en un Campeonato de ajedrez de Estados Unidos. Empató en tercer lugar en el Campeonato de los Estados Unidos de 1961-1962.
En 1979 participó en el Torneo Interzonal de Riga, su ciudad de nacimiento. En otros torneos, fue tercero en Houston 1974, empató en el cuarto lugar en Nueva York en 1980, y empató en el primer lugar en Puerto Rico en 1984.

## Resultados en olimpiadas de ajedrez
| Año  | Olimpiada                | Ciudad          | Tablero     | Ganadas | Tablas | Perdidas | %     | Clasif. equip |
| ---- | ------------------------ | --------------- | ----------- | ------- | ------ | -------- | ----- | ------------- |
| 1962 | XV Olimpiada de ajedrez  | Bulgaria, Varna | 2n suplente | 5       | 0      | 2        | 71.4% | 4º (de 37)    |
| 1970 | XIX Olimpiada de ajedrez | Alemania Siegen | 2n suplente | 6       | 2      | 3        | 63.6% | 4º (de 48)    |

## Partidas destacadas
- Victoria contra Fischer:[5]

Fischer-Mednis, Campeonato de Estados Unidos, (1962): 1.e4 e6 2.d4 d5 3.Nc3 Bb4 4.e5 c5 5.a3 Bxc3+ 6.bxc3 Qc7 7.Nf3 Bd7 8.a4 Ne7 9.Bd3 Nbc6 10.O-O c4 11.Be2 f6 12.Ba3 O-O 13.Re1 Rf7 14.exf6 gxf6 15.Bf1 Re8 16.Nh4 Ng6 17.Qh5 Rg7 18.g3 Qa5 19.Bb2 Nd8 20.Re3 Nf7 21.Kh1 Nd6 22.Nxg6 hxg6 23.Qe2 Rh7 24.Kg1 Kf7 25.h4 f5 26.Qf3 Ne4 27.Qf4 Rc8 28.Bg2 Qc7 29.Qxc7 Rxc7 30.a5 Rc6 31.Ba3 Ra6 32.Bb4 Rh8 33.Ree1 Bc6 34.Bf3 Nd2 35.Be2 Ne4 36.Kg2 Nf6 37.Rh1 Be8 38.Kf3 Ne4 39.Ke3 Nf6 40.f3 Bd7 41.g4 Be8 42.Kf4 Bb5 43.h5 gxh5 44.Rag1 Be8 45.Ke3 b6 46.axb6 Rxb6 47.Ra1 Rb7 48.Bd6 Rh7 49.gxf5? (Mednis consideró que esta era la jugada perdedora, porque da a las piezas negras un segundo peón pasado, y que era mejor 49.g5) exf5 50.Rh4 Ke6 51.Bh2 Rb2 52.Kd2 Rhb7 53.Kc1 R2b6 54.Bf1 Ng8 55.Bf4 a5 56.Rh2 a4 57.Bh3 Ne7 58.Bg5 Kf7 59.Re2 Re6 60.Rxe6 Kxe6 61.Kd1 Nc8 62.Kd2 Bd7 63.Bg2 Ra7 64.Re1+ Kd6 65.Bh6 a3 66.Bf8+ Kc6 67.Bc5 Ra8 68.Ra1 a2 69.Ke3 Nd6 70.Kf4 Nb5 71.Bb4 h4 72.Bh3 Nc7 73. Be7 0-1.
- Victoria contra Jan Timman:[7]

Mednis-Timman, Sombor (1974): 1.e4 c5 2.Nf3 e6 3.d4 cxd4 4.Nxd4 Nf6 5.Nc3 d6 6.g4 Nc6 7.g5 Nd7 8.Be3 Nc5 9.Qd2 a6 10.O-O-O Bd7 11.f4 b5 12.Bg2 b4 13.Nce2 Rb8 14.Kb1 Qc7 15.h4 a5 16.h5 a4 17.g6 b3 18.gxf7+ Kxf7 19.cxb3 axb3 20.a3 h6 21.Rhf1 Nxd4 22.Nxd4 Ke8 23.Qf2 Bc8 24.e5 Rb6 25.f5 Bb7 26.fxe6 dxe5 27.Qg3 Bxg2 28.Qg6+ Kd8 29.Nb5+ Rd6 30.Qxg2 1-0.

## Obras sobre ajedrez
- How to Beat Bobby Fischer, (New York Times, 1974); Revised edition (Dover, 1998), ISBN 0-486-29844-2.
- Practical Rook Endings (Chess Enterprises, 1982), ISBN 0-931462-16-9
- Practical Endgame Tips (Cadogan Chess, 1998), ISBN 1-85744-213-X
- Practical Bishop Endings (Chess Enterprises, 1990), ISBN 0-945470-04-5
- Rate Your Endgame, (Cadogan Chess, 1992), ISBN 978-1-85744-174-1
- Practical Endgame Lessons
- Strategic Themes in Endgames
- How Karpov Wins (ISBN 0-679-13045-4)
- Strategic Chess: Mastering the Closed Game (1993) ISBN 0-486-40617-2
- How to beat the Russians (1978, ISBN 0-679-13376-3)
- How to play good opening moves (1982, ISBN 0-679-13377-1)
- King power in chess (1982, ISBN 0-679-13450-6)
- Practical rook endings (1982, ISBN 0-931462-16-9)
- From the opening into the endgame (1983, ISBN 0-08-026917-6)
- From the middlegame into the ending (1987, ISBN 0-08-032037-6)
- Questions and Answers on Practical Endgame Play (1987) ISBN 0-931462-69-X
- Questions & answers on practical endgame play (1987, ISBN 0-931462-69-X)
- How to beat a superior opponent (1989, ISBN 0-945806-01-9)
- How to be a complete tournament player (1991, ISBN 1-85744-018-8)
- Strategic chess (1993, ISBN 0-945806-11-6)
- Practical opening tips (1997, ISBN 1-85744-186-9)
- Practical middlegame tips (1998, ISBN 1-85744-211-3)